# Marco Silva
Marco Alexandre Saraiva da Silva (ur. 12 lipca 1977 w Lizbonie) – portugalski trener i piłkarz występujący na pozycji obrońcy.

## Kariera piłkarska
W trakcie kariery Silva reprezentował barwy zespołów CF Os Belenenses, Atlético CP, CD Trofense, SC Campomaiorense, Rio Ave FC, SC Braga B, SC Salgueiros, Odivelas FC oraz Estoril Praia. Rozegrał dwa spotkania w Primeira Liga; po jednym jako zawodnik Belenenses oraz Campomaiorense. Pozostałą część kariery spędził w klubach z Segunda Liga oraz Segunda Divisão. W 2011 roku zakończył karierę.

## Kariera trenerska
W 2011 roku, po zakończeniu kariery piłkarskiej w barwach Estoril Praia, Silva został jego trenerem. W 2012 roku awansował z zespołem z Segunda Liga do Primeira Liga. Został także uznany Trenerem Roku Segunda Liga. W Primeira Liga zadebiutował 17 sierpnia 2012 roku w przegranym 1:2 meczu z SC Olhanense. Sezon 2012/2013 zakończył z klubem na 4. miejscu, a sezon 2013/2014 na 5, w obu przypadkach kwalifikując się z nim do Ligi Europy.
W 2014 roku Silva został trenerem Sportingu CP. W sezonie 2014/2015 zdobył z nim Puchar Portugalii, a także zajął 3. miejsce w Primeira Liga. W czerwcu 2015 roku został zwolniony z posady szkoleniowca Sportingu.
W lipcu 2015 roku Silva podpisał kontrakt z greckim Olympiakosem. W sezonie 2015/2016 zdobył z nim mistrzostwo Grecji, po czym odszedł z klubu.
Od stycznia do czerwca 2017 roku trenował drużynę Hull City AFC, z której po zakończeniu sezonu przeniósł się do Watford FC.
31 maja 2018 roku został ogłoszony nowym szkoleniowcem Evertonu i pracował tam do 2019.
Od 2021 pracuje w Fulham F.C.

## Źródła
- Marco Silva, [w:] baza Transfermarkt (trenerzy) [dostęp 2020-11-27].